# West Sweden
West Sweden – miasto w Stanach Zjednoczonych, w stanie Wisconsin, w hrabstwie Polk.